# Giuseppe Fantaguzzi
Giuseppe Fantaguzzi (Modena, 12 giugno 1771 – Modena, 9 agosto 1837) è stato un pittore e disegnatore italiano.

## Biografia
Nacque da Domenico e da Maria Monti. Il padre, originario di Castelbolognese, era un impiegato al Monte dei pegni di Modena. Nel 1794 Giuseppe Fantaguzzi dipinse una pala con Santa Cecilia, su commissione dell'Accademia dei professori di musica e per la chiesa comunale del Voto. Oggi questa pala si trova a Spilamberto, nella chiesa di San Giovanni Battista. In pittura risentì dell'influsso del pittore modenese Antonio Consetti, in particolare per la struttura compositiva delle tele e per un rigore neoclassico che trovava origine nelle opere di Guido Reni.
Durante la parentesi napoleonica (1796-1815) fu coinvolto negli eventi politici.
A partire dal 1800, Fantaguzzi risulta nell'organico dei docenti dell'Accademia di belle arti di Modena. Nel 1830 ebbe la nomina a "professore di pittura e maestro degli elementi di ornato".

### Opera grafica
A margine dell'opera pittorica, Fantaguzzi coltivò il disegno e l'acquarello. Nel 1811 disegnò la Vergine della Piazza, traendolo da un affresco di scuola bolognese, databile 1350 circa. Da questo suo disegno fu realizzata una incisione da Benedetto Eredi (Modena, Biblioteca civica Poletti). Produsse anche repliche o varianti di disegni del Parmigianino, disegni a soggetto mitologico, di architetture classiche, di paesaggi e di nudi femminili. Fra i disegni a matita e chiaroscuro, il Sacrificio di Noè, il Sacrificio di Isacco, Storie di Rebecca e Storie di Giuseppe (Modena, Istituto d'arte "A. Venturi"). Nel 1796 realizzò la copia del figurino con l'uniforme della guardia civica, su ordinazione della Comunità di Modena. 
Alla Biblioteca civica Poletti di Modena si conservano alcuni ritratti - matita, acquarello e biacca, su carta - dipinti da Giuseppe Fantaguzzi. Si tratta di una personale galleria di ritratti di personalità repubblicane, tracciati velocemente, su un fondo ombreggiato a grafite. Volti di cittadini, di cittadine, di ufficiali, di esponenti di municipalità, ripresi con tonalità morbide e senza messaggi retorici. Tra questi: Bartolomeo Cavedoni, i marchesi Agostino Levizzani e Achille Fontanelli, Nicola Bassi, il medico Michele d'Adria, la nobildonna Adelaide Rosselli e Teresa Zavarisi. Questi ritratti sono databili 1796, anno in cui le truppe francesi entrarono a Modena, capitale del Ducato di Modena e Reggio e fu instaurata una Repubblica, più tardi aggregata alla Repubblica Cispadana, poi alla Repubblica Cisalpina.